# Юлленстен, Ларс
Ларс Юхан Виктор Юлленстен (швед. Lars Johan Wictor Gyllensten; род. 12 ноября 1921, Стокгольм, Швеция – 25 мая 2006, там же) — известный  шведский писатель, профессор медицины в области  гистологии, член   Шведской академии. Общественный деятель, член  Нобелевского комитета и  Нобелевского фонда. Автор  философских романов, отмеченных экспериментаторством романа-дилогии «Смерть Сократа» (1960), романа-коллажа «Мемуары Каина» (1963), романа «В тени Дон Жуана» (1975) и «Возвращение тени» (1985) и др. —  экзистенциальные проблемы  личности, решаемые на  историческом и  мифологическом материале. Стихотворные  пародии, новеллы. Эссе «Кредо нигилизма» (1964).

## Биография
Ларс Юлленстен родился 12 ноября 1921 года в Стокгольме в семье Карла Юлленстена и Ингрид Рангстрём, сестры известного шведского композитора Туре Рангстрёма.
Окончил Каролинский институт, получил докторскую степень в 1953 году, защитив диссертацию по теме «Тимус и щитовидная железа морских свинок». 
В 1966 году Юлленстен избран членом Шведской академии. С 1977 по 1986 год постоянный секретарь Академии, а с 1968 по 1987 год член  Нобелевского комитета, избирающего лауреатов  Нобелевской премии по литературе. С 1979 года также член  Нобелевского фонда, который возглавлял с 1987 по 1993 год. Также был почётным членом Шведской королевской академии словесности и Королевской академии наук Швеции. Юлленстен покинул Шведскую академию в 1989 году вследствие того, что она не смогла поддержать Салмана Рушди после  фетвы, призывающей к смерти Рушди из-за его неоднозначного романа «Сатанинские стихи». Согласно правилам Академии, он оставался номинальным членом до конца своей жизни. 
Юлленстен пришел в литературу вслед за поколением  1940-х годов – «фюртиоталистами». Он дебютировал как писатель со сборником стихов «Camera Obscura» («Камера-обскура») в 1946 году вместе с Торгни Грейтцем (Torgny Greitz) под псевдонимом Ян Виктор (Jan Wictor). Первоначально книга была воспринята многими критиками как серьезная работа, но, когда выяснилось, что она была написана за несколько часов двумя студентами-медиками как пародия на  модернистскую поэзию сороковых годов, то тогда данный факт повлек за собой ожесточенную  полемику. В биографии Шведской академии его «диалектическая» прозаическая трилогия «Moderna myter» («Современные мифы», 1949), «Det blå skeppet» («Голубой корабль», 1950) «Barnabok» («Детская книга», 1952) упоминается как начало его творческой деятельности. 
В своих романах, в которых затрагиваются основные  моральные и  экзистенциальные проблемы, Юлленстен экспериментирует с различными темами, уровнями языка и стилем повествования, чтобы добиться максимально многогранного описания мира. Основная тема его романов —  субъективный и  относительный характер человеческого  восприятия  истины. Он приходит к выводу, что  абсолютный скептицизм является необходимым условием для  опыта и  знания. Эта тема развивается в «Barnabok» («Детская книга», 1952) на фоне постепенно распадающегося  брака. В его продолжении «Senilia» (1956)  процесс старения имеет аналогичный смысл в отношении его  главного героя, но в этот раз  внутренний монолог содействует положительному решению подобного рода проблемы. «Socrates död» («Смерть Сократа», 1960) — исторический роман-дилогия, действие которого происходит в  Афинах  V века до н. э.  В «Lotus i Hades» («Лотос в Аиде», 1966) находит философский ответ в  религиозно-мистической плоскости, как и в «Diarium Spirituale» («Духовный дневник», 1968) и «Grottan i öknen» («Пещера в пустыне», 1973). Он исследует  идеологически обанкротившийся мир в таких романах, как «Moderna myter» («Современные мифы», 1949) и роман-коллаж «Kains memoarer» («Мемуары Каина», 1963). Интеллектуальные и аналитические романы Юлленстена, как и шведских писателей  П.У. Сундмана и  П.У. Энквиста, «направлены против моральных и идеологических  стереотипов». 
В своем эссе «Nihilistiskt credo» («Кредо нигилизма», 1964) Юлленстен приходит к убеждению о желании:
 ... держать доску чистой, чтобы иметь возможность нарисовать другие фигуры, когда придет время.
Другие работы Юлленстена включают «Det blå skeppet» («Синий корабль», 1950), «Carnivora» (1953), «Senatorn» («Сенатор», 1958), «Baklängesminnen» («Воспоминания в обратном порядке», 1978) и «Ljuset ur skuggornas värld» («Свет из мира теней», 1995). Он также написал более 40 монографий по  эмбриологии. Его мемуары «Minnen, bara minnen» («Воспоминания, только воспоминания») были опубликованы в 2000 году.
Юлленстен был удостоен целым рядом  литературных наград. В 1964 году получил премию Доблоуга (швед.: Doblougska priset, норв.: Doblougprisen), присуждаемую Шведской академией в области шведской и норвежской  художественной литературы. В 1972 году Шведский фонд содействия развитию литературы вручил ему ежегодную награду, а три года спустя он был избран членом Шведской королевской академии наук. В 1991 году получил шведскую премию  Сельмы Лагерлёф, присуждаемую пишущим в духе Сельмы Лагерлёф авторам.
В его творчестве большую роль играет миф. Свое отношение к категории мифа он изложил в предисловии к своему роману "Голубой корабль" (1950). Миф, по его мнению, содержит определенную  коллизию, модель, которая повторяется на протяжении всей истории  цивилизации, всякий раз выступая, тем не менее, в универсальных, неповторимых условиях. Миф является и  стимулом, и материалом для художника. Писатель часто обращался к  библейским и  античным сюжетам, к известным  литературным персонажам –  Одиссею,  Эдипу,  Прометею,  Орфею,  Робинзону Крузо,  Дон Жуану и т.д. В своих романах Юлленстен часто использует модель литературной пары –  Фауста и Вагнера,  Дон Кихота и  Санчо Пансу,  Гёте и  Эккермана. 
Спутник героя – его  эпигон. Он гораздо мельче и правдоподобнее, он – отражение героя в сильно уменьшенных масштабах, в карикатурном виде. Эпигон менее масштабнее и более комичен.
Юлленстен посвятил всю свою философскую деятельность решению основных жизненных проблем. Сам он называл свое авторство «экзистенциальным фундаментальным исследованием», а Сёрен Кьеркегор был его главным и наиболее значимым философским ориентиром. О нем он пишет в своем эссе «Nihilistiskt credo» («Кредо нигилизма», 1964). 
Юлленстена называют шведским аналогом  Томаса Манна и  Альбера Камю. Несколько его книг переведены на  английский,  немецкий,  русский и   французский языки. Известный шведский писатель  Артур Лундквист в одном из своих выступлений сказал: 
Ларс Юлленстен, со свойственным ему пафосом и интеллектуализмом, темпераментом художника и беспристрастностью исследователя, занимает особое место в современной шведской литературе.

## Семья
- Отец — менеджер Карл Юлленстен (1890–1960)
- Мать — Ингрид Юлленстен, урожденная Рангстрём (1894–1987), сестра известного шведского композитора Туре Рангстрёма
- Жена — Инга-Лиза Хюльтен (1921–2001), на которой Ларс Юлленстен женился в 1946 году
- Дочь — Катарина (1953 г.р.)

## Изданные труды
| - 1946 – Camera obscura (under pseudonymen Jan Wictor, tillsammans med Torgny Greitz) - 1949 – Moderna myter - 1950 – Det blå skeppet - 1952 – Barnabok - 1953 – Carnivora - 1956 – Senilia - 1958 – Senatorn - 1960 – Sokrates död - 1962 – Desperados - 1963 – Kains memoarer - 1964 – Nihilistiskt credo - 1965 – Juvenilia - 1966 – Lotus i Hades - 1968 – Diarium spirituale - 1970 – Palatset i parken - 1971 – Ur min offentliga sektor - 1971 – Mänskan djuren all naturen - 1973 – Grottan i öknen - 1975 – I skuggan av Don Juan - 1976 – Lapptäcken-Livstecken - 1977 – Tal på Övralid 1969 | - 1978 – Baklängesminnen - 1979 – Klipp i 70-talet - 1980 – Nobelpriset i litteratur, - 1981 – Huvudskallebok - 1982 – Svenska akademien förr och nu - 1983 – Provdockan - 1983 – Rätt och slätt - 1985 – Skuggans återkomst eller Don Juan går igen - 1986 – Sju vise mästare om kärlek - 1989 – Just så eller kanske det - 1989 – Hjärnfilspån (under pseudonymen Pär Silje) - 1991 – Det himmelska gästabudet - 1992 – Så var det sagt - 1993 – Hack i häl på Minerva (tillsammans med Georg Klein) - 1993 – Anteckningar från en vindskupa - 1995 – Ljuset ur skuggornas värld - 1995 – Augustin och Celestine: om nåra små loppors liv och leverne (barnbok) - 1997 – Om Berzelius och Svenska akademien - 1998 – Kistbrev - 2000 – Minnen, bara minnen - 2004 – Med andras ord, och egna (citatsamling) |

## Призы и награды
| - 1953 – Boklotteriets stipendiat - 1954 – Albert Bonniers stipendiefond för yngre och nyare författare - 1957 – Boklotteriets stipendiat - 1958 – Svenska Dagbladets litteraturpris - 1961 – Litteraturfrämjandets stora romanpris - 1964 – Doblougska priset - 1966 – De Nios Stora Pris - 1969 – Övralidspriset - 1972 – Litteraturfrämjandets stora pris | - 1986 – Kellgrenpriset - 1987 – Pilotpriset - 1991 – Stiftelsen Selma Lagerlöfs litteraturpris - 1991 – Harry Martinson-priset - 1993 – Hedersdoktor vid Kungliga Tekniska högskolan - 1995 – Samfundet S:t Eriks plakett - 1995 – Bernspriset - 1998 – Hedersdoktor vid Teologiska fakulteten vid Lunds universitet |

## Издания на русском языке
- Ларс Юлленстен. Смерть Сократа. В тени Дон Хуана: Романы. Пер. с швед. — М.: Радуга, 1984. — 384 с.
- Ларс Юлленстен. О Боге, Адаме и Еве // Панорама. Сборник рассказов. Пер. с швед. — М.: Прогресс, 1967.
- Ларс Юлленстен. Женитьба поэта  // Панорама. Сборник рассказов. Пер. с швед. — М.: Прогресс, 1967.
- Ларс Юлленстен. Сага о chambre séparée // Панорама. Сборник рассказов. Пер. с швед. — М.: Прогресс, 1967.
- Ларс Юлленстен. Убийство деда-мороза // Панорама. Сборник рассказов. Пер. с швед. — М.: Прогресс, 1967.